# Os Fuzis
Os fuzis é um filme brasileiro e argentino de 1964, do gênero drama, dirigido por Ruy Guerra.
Juntamente com Vidas Secas, de Nélson Pereira dos Santos, e Deus e o Diabo na Terra do Sol, de Gláuber Rocha, este filme faz parte da chamada "trilogia de ouro" do Cinema Novo.
Em novembro de 2015 o filme entrou na lista feita pela Associação Brasileira de Críticos de Cinema (Abraccine) dos 100 melhores filmes brasileiros de todos os tempos.

## Sinopse
Um grupo de soldados é enviado ao nordeste do Brasil para impedir que cidadãos pobres saqueiem armazéns por causa da fome. Enquanto a alienação e a loucura de um povo em delírio pela fome latente são conduzidas pelas previsões de um religioso, um motorista de caminhão observa a situação e fica dividido entre sua amizade com os soldados e sua revolta contra a falta de ação do governo para sanar a miséria que assola a região.

## Elenco
- Átila Iório .... Gaúcho
- Nelson Xavier .... Mário
- Maria Gladys .... Luísa
- Leonides Bayer .... Sargento
- Ivan Cândido .... Soldado
- Paulo César Pereio .... Pedro
- Hugo Carvana .... José
- Maurício Loyola .... Beato
- Joel Barcellos .... vaqueiro com o filho morto
- Ruy Polanah ....
- Antônio Pitanga (creditado Antonio Sampaio) .... voz

## Principais prêmios e indicações
Festival de Berlim 1964 (Alemanha)
- Recebeu o Urso de Prata na categoria direção (Ruy Guerra).
- Indicado ao Urso de Ouro